# Carex hebetata
Carex hebetata är en halvgräsart som beskrevs av Francis M.B. Boott. Carex hebetata ingår i släktet starrar, och familjen halvgräs.
Artens utbredningsområde är Peru. Inga underarter finns listade i Catalogue of Life.